# 帆のる
帆のる（ほのる）は、東京4店舗、大阪1店舗、海外(ジャカルタ)1店舗を展開するラーメン店。

## 概要
2015年6月オープン。ホノルルへの出店を目指し、「帆のる」と命名。濃厚な鶏白湯麺や帆のる特製つけ麺、あっさりめの和風醤油らーめんなど、恵比寿店と大阪なんば店では、「ハラールラーメン」として、ムスリムフレンドリーなハラールラーメンを提供している。大阪なんば店は大阪初のハラールラーメンを出店となる。
今後の展開として、大学や専門学校の学食や工場の社員食堂など、集団給食におけるハラール対応をテーマとした事業に力を入れる方針。

## ハラールラーメン

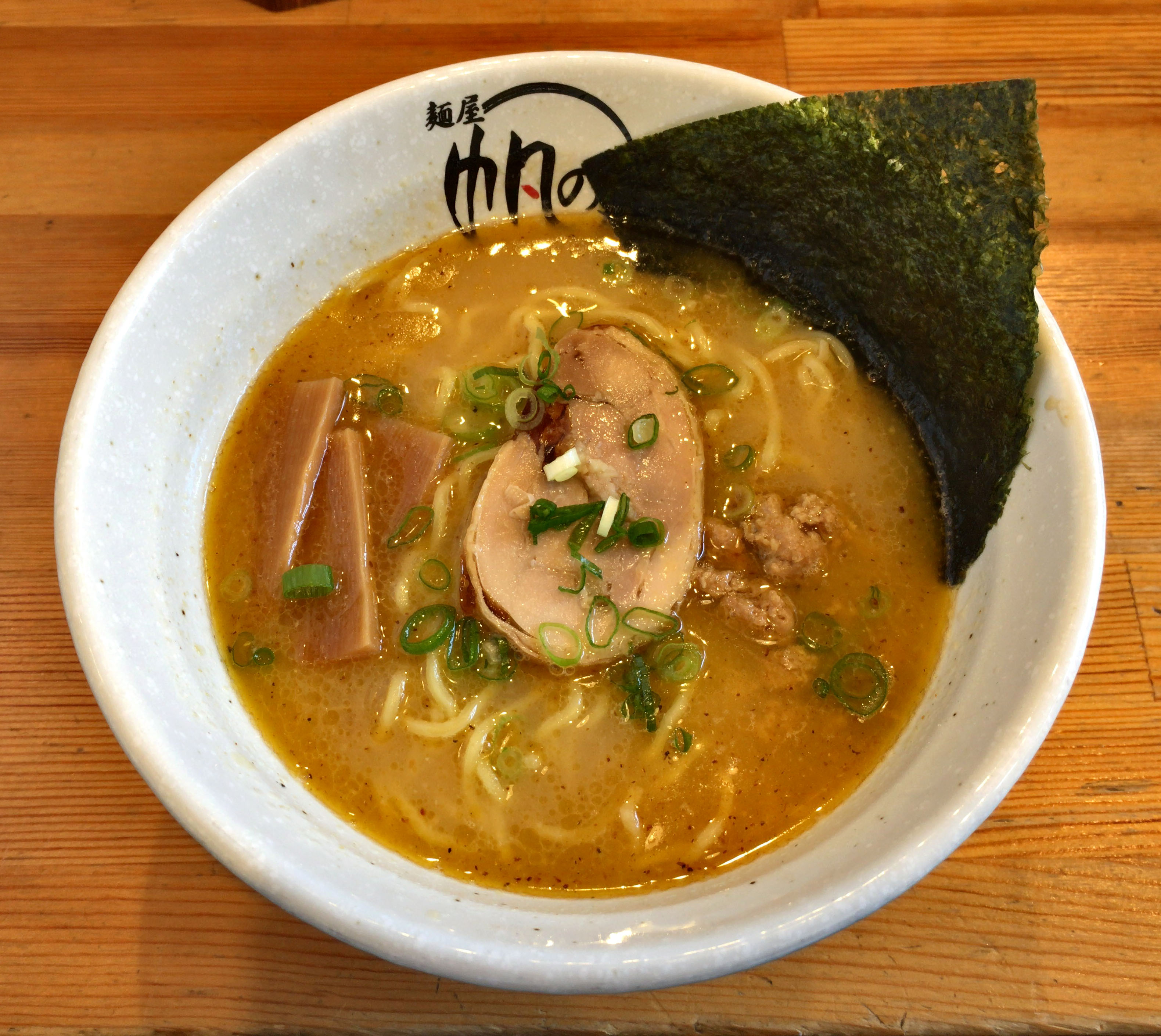
ハラール対応の鶏白湯麺

ハラールラーメンの肉は、特別に認可された養鶏場の鶏。ハラール対応の醤油を提供されている醸造所は全国で2か所しかなく、ハラールに認められた製麺所は東京にしかない。
日本を訪れるムスリムに人気のあるインターネットサイト「Halal Navi」にて、2018年、2019年と2年連続の人気ランキング1位を獲得。
恵比寿店には、礼拝スペースも設けられており、訪日観光客を始めとした海外での評価が高く、マレーシアのテレビ番組Halal lahや、BoBoiBoyでも紹介されている。